# Fiordlandia
Fiordlandia is een geslacht van neteldieren uit de  familie van de Hydractiniidae.

## Soort
- Fiordlandia protecta Schuchert, 1996